# Sal amoníaco
Sal amoníaco é um mineral incomum composto por cloreto de amónio, NH4Cl. Forma cristais incolores a brancos ou amarelos escuros no sistema cúbico. Apresenta clivagem pobre e fractura frágil a concoidal. É muito macio, com dureza Mohs 1.5 a 2 e pouco denso (1.5 kg/m³). É solúvel em água.
Ocorre tipicamente sob a forma de incrustações formadas por sublimação em redor de chaminés vulcânicas. Pode ser encontrado em redor de fumarolas, depósitos de guano e camadas de carvão em combustão. Os minerais associados incluem o alúmen de sódio, o enxofre nativo e outros minerais de fumarolas. Ocorrências notáveis incluem Tadjiquistão; Vesúvio, Itália e Parícutin, México.
Sal amoníaco é também o nome arcaico para o composto químico cloreto de amónio, do grego άλς άμμωνιακός hals ammoniakos, sal de Ammon, devido à sua antiga produção no Egipto.
O sal amoníaco é citado por Ateneu, como um remédio, enviado junto da água do Nilo, do Egito para o rei da Pérsia.